# Divisiones Regionales de la Región de Murcia 2009-10
Las divisiones regionales de fútbol son las categorías de competición futbolística de más bajo nivel en España, en las que participan deportistas amateur, no profesionales. En la Región de Murcia su administración corre a cargo de las Real Federación de Fútbol de la Región de Murcia. Inmediatamente por encima de estas categorías estaba la Tercera División española.
En la temporada 2009-2010 las divisiones regionales se dividen en Territorial Preferente, Liga Autonómica de Aficionados y Primera Territorial. Los tres primeros clasificados de Territorial Preferente ascendieron directamente al grupo XIII de Tercera División.

## Territorial Preferente
La temporada 2009/10 de la Territorial Preferente de la Región de Murcia comenzó el domingo 6 de septiembre de 2009 y terminó el domingo 6 de junio de 2010.

### Clasificación
|  |     | Equipos de fútbol    | PJ | G  | E  | P  | GF | GC  | Dif | Pts |
|  | --- | -------------------- | -- | -- | -- | -- | -- | --- | --- | --- |
|  | 1.  | La Hoya Deportiva CF | 37 | 26 | 9  | 2  | 83 | 33  | +50 | 87  |
|  | 2.  | CF Molina            | 37 | 25 | 6  | 6  | 81 | 26  | +55 | 81  |
|  | 3.  | Mar Menor CF         | 37 | 22 | 5  | 10 | 95 | 49  | +46 | 71  |
|  | 4.  | CD Bullense          | 37 | 19 | 9  | 9  | 56 | 48  | +8  | 66  |
|  | 5.  | EF Esperanza         | 37 | 17 | 11 | 9  | 53 | 51  | +12 | 62  |
|  | 6.  | Deportiva Minera     | 37 | 16 | 9  | 12 | 65 | 45  | +20 | 57  |
|  | 7.  | EF Torre Pacheco     | 37 | 16 | 8  | 13 | 67 | 45  | +20 | 56  |
|  | 8.  | AD Ceutí Atlético    | 37 | 17 | 5  | 15 | 68 | 52  | +16 | 56  |
|  | 9.  | Muleño CF            | 37 | 14 | 8  | 15 | 66 | 61  | +5  | 50  |
|  | 10. | Montecasillas FC     | 37 | 13 | 9  | 15 | 62 | 75  | -13 | 48  |
|  | 11. | Ciudad de Cieza CF   | 37 | 11 | 11 | 15 | 52 | 60  | -8  | 44  |
|  | 12. | CD Alquerías         | 37 | 11 | 9  | 17 | 54 | 59  | -5  | 42  |
|  | 13. | AD Guadalupe         | 37 | 10 | 10 | 17 | 61 | 71  | -10 | 40  |
|  | 14. | CFS El Progreso      | 37 | 10 | 10 | 17 | 51 | 66  | -15 | 40  |
|  | 15. | CD Pozo Estrecho     | 37 | 10 | 9  | 18 | 60 | 77  | -17 | 39  |
|  | 16. | UD Águilas           | 37 | 12 | 6  | 19 | 46 | 72  | -26 | 39  |
|  | 17. | UD El Palmar         | 37 | 9  | 11 | 17 | 51 | 62  | -11 | 38  |
|  | 18. | Olímpico de Totana   | 37 | 9  | 11 | 17 | 56 | 71  | -15 | 38  |
|  | 19. | Huracán CF           | 37 | 5  | 7  | 25 | 53 | 147 | -94 | 22  |
|  | 20. | Aluminios San Ginés  | 19 | 6  | 3  | 10 | 36 | 56  | -20 | 19  |

Pts = Puntos; PJ = Partidos Jugados; G = Partidos Ganados; E = Partidos Empatados; P = Partidos Perdidos; GF = Goles Anotados; GC = Goles Recibidos; Dif = Diferencia de gol
|  | Asciende a Tercera División                                  |
|  | Desciende a Primera Autonómica                               |
|  | Retirado de la competición durante el transcurso de la misma |

## Liga Autonómica Aficionados
La temporada 2009/10 de la Liga Autonómica de la Región de Murcia comenzó el domingo 27 de septiembre de 2009 y terminó el domingo 23 de mayo de 2010.

### Clasificación
|  |     | Equipos de fútbol         | PJ | G  | E  | P  | GF | GC | Dif | Pts |
|  | --- | ------------------------- | -- | -- | -- | -- | -- | -- | --- | --- |
|  | 1.  | FB Yecla                  | 26 | 15 | 7  | 4  | 60 | 34 | +26 | 52  |
|  | 2.  | UD Los Garres             | 26 | 14 | 7  | 5  | 56 | 39 | +17 | 49  |
|  | 3.  | EMF AD Cotillas CF        | 26 | 14 | 6  | 6  | 56 | 32 | +24 | 48  |
|  | 4.  | ED Javalí Viejo - La Ñora | 26 | 14 | 5  | 7  | 63 | 40 | +23 | 47  |
|  | 5.  | UD Zarcilla               | 26 | 12 | 6  | 8  | 48 | 38 | +10 | 42  |
|  | 6.  | Balsicas Atlético         | 26 | 12 | 6  | 8  | 37 | 31 | +6  | 42  |
|  | 7.  | Sporting Aguileño         | 26 | 9  | 12 | 5  | 38 | 33 | +5  | 39  |
|  | 8.  | AD Fuente Álamo           | 26 | 10 | 8  | 8  | 56 | 44 | +12 | 38  |
|  | 9.  | Deportivo Muleño CF       | 26 | 9  | 7  | 10 | 39 | 38 | +1  | 34  |
|  | 10. | Pinatar CF "B"            | 26 | 10 | 4  | 12 | 45 | 49 | -4  | 34  |
|  | 11. | Moratalla AD              | 26 | 8  | 4  | 14 | 35 | 55 | -20 | 28  |
|  | 12. | Atlético Pulpileño "B"    | 26 | 7  | 4  | 15 | 38 | 55 | -17 | 25  |
|  | 13. | La Unión CF               | 26 | 6  | 5  | 15 | 32 | 58 | -26 | 23  |
|  | 14. | La Raya CF                | 26 | 0  | 3  | 23 | 28 | 85 | -57 | 3   |

Pts = Puntos; PJ = Partidos Jugados; G = Partidos Ganados; E = Partidos Empatados; P = Partidos Perdidos; GF = Goles Anotados; GC = Goles Recibidos; Dif = Diferencia de gol
|  | Asciende a Preferente Autonómica |
|  | Desciende a Segunda Autonómica   |

## Primera Territorial
La temporada 2009/10 de la Primera Territorial de la Región de Murcia comenzó el sábado 3 de octubre de 2009 y terminaró el domingo 30 de mayo de 2010.

### Clasificación
|  |     | Equipos de fútbol      | PJ | G  | E | P  | GF | GC | Dif | Pts |
|  | --- | ---------------------- | -- | -- | - | -- | -- | -- | --- | --- |
|  | 1.  | PM Caravaca CF         | 27 | 18 | 3 | 6  | 59 | 27 | +32 | 57  |
|  | 2.  | EDMF Churra            | 27 | 17 | 3 | 7  | 73 | 42 | +31 | 54  |
|  | 3.  | Huércal-Overa CF       | 27 | 15 | 4 | 5  | 62 | 30 | +32 | 52  |
|  | 4.  | Cartagena FC "B"       | 27 | 15 | 4 | 8  | 54 | 42 | +12 | 49  |
|  | 5.  | CD Plus Ultra "B"      | 27 | 15 | 3 | 9  | 70 | 35 | +35 | 48  |
|  | 6.  | AD Archena Atlético    | 27 | 14 | 5 | 8  | 75 | 60 | +15 | 47  |
|  | 7.  | EF Los Alcázares       | 27 | 14 | 4 | 9  | 76 | 49 | +27 | 46  |
|  | 8.  | Alhama CF              | 27 | 13 | 7 | 7  | 55 | 28 | +27 | 46  |
|  | 9.  | Jumilla CF "B"         | 27 | 10 | 5 | 12 | 43 | 51 | -8  | 35  |
|  | 10. | EF Santa Ana           | 27 | 10 | 2 | 15 | 33 | 62 | -29 | 29  |
|  | 11. | Club Edeco Fortuna "B" | 27 | 8  | 4 | 15 | 44 | 56 | -12 | 28  |
|  | 12. | CD Paretón             | 27 | 6  | 5 | 16 | 35 | 62 | -27 | 23  |
|  | 13. | EF Zeneta              | 27 | 6  | 3 | 18 | 32 | 66 | -34 | 21  |
|  | 14. | AD Pliego              | 27 | 7  | 0 | 20 | 37 | 90 | -53 | 21  |
|  | 15. | CF Almendricos         | 14 | 0  | 1 | 13 | 12 | 60 | -48 | -5  |

Pts = Puntos; PJ = Partidos Jugados; G = Partidos Ganados; E = Partidos Empatados; P = Partidos Perdidos; GF = Goles Anotados; GC = Goles Recibidos; Dif = Diferencia de gol
|  | Asciende a Primera Autonómica                                |
|  | Retirado de la competición durante el transcurso de la misma |